# Jeffrey Osborne
Jeffrey Linton Osborne (ur. 9 marca 1948 roku w Providence, w stanie Rhode Island) – amerykański piosenkarz, tekściarz i muzyk nominowany do nagrody Grammy. Dawniej był perkusistą i wokalistą prowadzącym w amerykańskiej grupie rhythmandbluesowo-soulowej L.T.D., z którą rozpoczął swoją muzyczną karierę w 1970 roku.

## Dyskografia

### Albumy studyjne
- 1982: Jeffey Osborne (A&M Records)
- 1983: Stay with Me Tonight (A&M Records)
- 1984: Don't Stop (A&M Records)
- 1986: Emotional (A&M Records)
- 1988: One Love: One Dream (A&M Records)
- 1991: Only Human (Arista Records)
- 1997: Something Warm for Christmas (A&M Records)
- 1999: Ultimate Collection (Hip-O)
- 2000: That's for Sure (Private Music)
- 2003: Music Is Life (Koch)
- 2005: From the Soul (Koch)
- 2013: A Time To Love (Rykodisc/Warner)
- 2018: Woth It All (Artistry Music)